# Szántó Zoltán Oszkár
Szántó Zoltán Oszkár (Budapest, 1963. április 6. –) a Budapesti Corvinus Egyetem (Corvinus) egyetemi tanára (Ph.D., Magyar Tudományos Akadémia, Budapest), korábbi oktatási, majd általános rektorhelyettese (2012-2019), korábbi dékánja (2000-2004), jelenleg a Corvinus Institute for Advanced Studies (CIAS) dékánja.

## Végzettség
Szántó Zoltán Oszkár 1987-ben, a Corvinus jogelőd intézményében szerzett diplomát közgazdász-tanár szakon és szociológia másodszakon, 1992-ben pedig befejezte szociológia doktori tanulmányait. 2002-ben megszerezte a Dr.Habil fokozatot, szintén a szociológia területén. Nyelvtudása: angol (olvas, előad, ír), német (olvas), orosz (olvas).

## Karrier
Fő érdeklődési területei a társadalomelmélet és a gazdaságszociológia. Számos könyvet és cikket írt az analitikus társadalomelmélet problémáiról, mint pl. a racionalitás, a mikro-makro-társadalmi mechanizmusok és interdiszciplinaritás. Témakörei széles területet érintenek: privatizáció, helyi munkaerőpiacok, gazdasági szervezetek, pénzügyi kultúra, korrupció, adócsalás. Tanulmányai gyakran a társadalmi tőkére, a hálózatokra, a bizalomra és a szervezeti kultúrára összpontosítanak.
Számos kurzust tartott magyar és angol nyelven, többek között a Szociológiaelmélet, A társadalomkutatási modellek, A szociológia története, Analitikus társadalom- és politikaelméletek, Gazdaságszociológia, Social Network Analysis, valamint a Social Theory (Ph.D) angol nyelvű kurzus vezetője. A tanítás mellett több kutatási projektet vezetett különböző területeken (TAMOP, OTKA, EU-FP 7, Erasmus Mundus támogatás mellett).
A Budapesti Corvinus Egyetem Corvinus Institute for Advanced Studies (CIAS) szervezeti egységének dékánja, amelynek alapvető célja egy inspiráló és kreatív nemzetközi szellemi közösség létrehozása, különböző kutatóközpontok, projektek és kutatói ösztöndíjak meghirdetésével.
A CIAS első kutatóközpontja a Társadalmi Jövőképesség Központ (Social Futuring Center, SFC) volt. Kutatásainak fő célkitűzése a társadalmi jövőképességgel kapcsolatos tanulmányok keretrendszerének kidolgozása, a Társadalmi Jövőképesség Index (Social Futuring Index, SFI) kidolgozása, valamint a ConNext2050 elnevezésű projekt szakmai támogatása. 

## Magánélet
Házas, két leánygyermeke van.

## Fontosabb munkahelyek
- 1995-2000: dékánhelyettes, Budapesti Közgazdaságtudományi Egyetem, Társadalomtudományi Kar
- 2000-2004: dékán, Budapesti Közgazdaságtudományi Egyetem, Társadalomtudományi Kar
- 2005-től: a gazdaságszociológia és az analitikus társadalomelméletek professzora, Budapesti Corvinus Egyetem
- 2012-2019: rektorhelyettes, Budapesti Corvinus Egyetem
- 2020-2022: nemzetközi vezető, Budapesti Corvinus Egyetem
- 2021- dékán, CIAS

## Kitüntetések
- 1992: Magyar Szociológiai Társaság, Erdei Ferenc-díj
- 1997-2001: Széchenyi Professzori Ösztöndíj
- 2003: Országos Tudományos Diákköri Konferencia (OTDK), Mestertanár Aranyérem
- 2004: Budapesti Közgazdaságtudományi és Államigazgatási Egyetem, Aranyérem
- 2010: A Magyar Köztársasági Érdemrend lovagkeresztje
- 2010: Emerald Literati Network Awards for Excellence Outstanding Paper Awards: "Highly commended" Award: Mandják Tibor and Szántó Zoltán. How can economic sociology help business relationship management? Journal of Business and Industrial Marketing, 25(3):202-20
- 2010: MTA Publikációs Nívódíj, MTA Marketingtudományi Szakbizottsága
- 2024: A Magyar Érdemrend tisztikeresztje

## Kutatási projektek

### Alapkutatási és tantervfejlesztési projektek
- 1992-95: OTKA, A hierarchikus gazdasági intézmények gazdaságszociológiai elemzése (empirikus kutatás)
- 1992-96: MKM, AMFK, Gazdaságszociológia (Tantervfejlesztési Projekt)
- 1995-96: HESP, Public Choice (Tantervfejlesztési Projekt)
- 1995-97: University of North Carolina, A magyar mezőgazdaság változása és privatizációja (empirikus kutatás)
- 1996-97: MKM, A privatizáció elmélete és gyakorlata (empirikus kutatás)
- 1997-2000: OTKA, Piacok szociológiája (empirikus kutatás)
- 1999-2000: OTKA, Társadalomkutatók kapcsolathálói (empirikus kutatás)
- 2004-2008: OTKA, Kollektív cselekvés, társadalmi kontroll és kapcsolatháló stabilitás (elméleti és empirikus kutatás)
- 2004-2006: OTKA, A korrupció társadalmi beágyazottsága (empirikus kutatás)
- 2006-2007: Erasmus Mundus kutatói ösztöndíj: Local Development and Cooperative Social Institutions in Divided Societies. The Case of Bosnia Herzegovina (empirikus kutatás)
- 2010-2014:TÁMOP, Társadalmi és kulturális erőforrások, helyi fejlődés, fejlesztéspolitikák (empirikus kutatás)
- 2012-2017: AntiCORRP, Anticorruption Policies Revisited: The European Responses to the Global Challenge of Corruption, FP 7 Research Project
- 2017-2020: Társadalmi Jövőképesség - ConNext 2050

### Alkalmazott kutatási projektek
- 1999: Kapcsolathálók, szervezeti kultúra, pénzügyi teljesítmény. A magyar távközlésfejlesztés szervezetszociológiai vizsgálata. (MATÁV Pénzügyi Ágazat.)
- 1999-2000: Az Antenna Hungária Zrt. átszervezésének szervezetszociológiai vizsgálata.
- 2001: Munkaerőpiaci stratégiák Fejér megyében, OMK
- 2002: Munkaerőpiaci helyzetkép Somogy megyében, FK
- 2002-2004: Vállalati összeolvadások és felvásárlások multidiszciplináris vizsgálata. (Antenna Hungária Zrt.)
- 2006: Fejlesztéspolitikák társadalmi hatásai (TÁRKI-NFH)
- 2006: Pénzügyi kultúra Magyarországon (Inter-Európa Bank Rt.)
- 2009-2010: Pénzügyi kultúra a válság időszakában (Innotárs)
- 2010: Korrupció és piaci verseny (Gazdasági Versenyhivatal)
- 2011: A digitális átállás szocioökonómiai feltételei és kockázatai (Antenna Hungária Zrt.)

## Fontosabb publikációk
- Szántó Z.O., Aczél P., Csák J., Ball C.: "Foundations of the Social Futuring Index". Információs Társadalom, 19(4), pp. 115-132., (2019)
- Szántó Z.O.: "A társadalmi jövőképesség analitikus koncepciója". In: Aczél, P. – Csák, J. – Szántó, Z.O. (eds.): Társadalmi jövőképesség – Egy új tudományterület bemutatkozása.  Budapesti Corvinus Egyetem, Társadalmi Jövőképesség Kutatóközpont, Budapest, 2018
- Hajdu M., Pápay B., Szántó Z., Tóth I. J:. "Content analysis of corruption coverage: Cross-national differences and commonalities". European Journal of Communication 33:(1) pp. 7-21. (2018)
- Szántó Z.O.: "Social Futuring – An Analytical Conceptual Framework". Society and Economy 40 (S1) pp. 5-20. (2018)
- Szántó Z.O., Balogh P., Nagy Sz.: "A társadalmi tőke árnyoldalai: korrupciós hálózatok és bűnszervezetek". SZÁZADVÉG 2015: 78 pp. 77-101., 25 p. (2015)
- Nagy Sz., Szántó Z.O. (eds.): Organized Crime and Corruption: Country Report – Hungary. ANTICORRP WP9, Organized Crime and Political Corruption (2014)
- Szántó Z.O.: "Az analitikus szociológia kibontakozása", In: Kelemen János (szerk.) Normák, cselekvés, társadalom: Orthmayr Imre hatvanadik születésnapjára (ELTE Eötvös Kiadó, Budapest 2014)
- Szántó Z.O.: "Kontraszelekció és erkölcsi kockázat a politikában", In: Bihari Mihály; Laki László; Stumpf István; Szabó Andrea (szerk.) Iskola, társadalom, politika : Gazsó Ferenc tiszteletére, nyolcvanadik születésnapjára (Budapest, 2012)
- Szántó Z.O., Orbán A.: "Intra-European energy solidarity at the core of the European integration process - future possibilities and current constraints", In: Marion Ellison (eds.): Reinventing Social Solidarity Across Europe. (The Policy Press. University of Bristol, UK, 2012)
- Szántó Z.O., Tóth I. J., Varga Sz.: "The social and institutional structure of corruption: some typical network configurations of corruption transactions", In. In: Vedres Balazs, Scotti Marco (eds.): Networks in Social Policy Problems. (Cambridge University Press, UK, 2012)
- Szántó Z.O., Tóth I. J., Cserpes T.: "Local Government Corruption in Hungary". In: Bruno Dallago, Chiara Guglielmetti (eds.): Local Economies and Global Competetiveness. (Palgrave MacMillan, UK, 2011)
- Szántó Z.O., Mandják T.: "How Can Economic Sociology Help Business Relationship Management?" Journal of Business and Industrial Marketing 6. (2010)
- Szántó Z.O.: "Trust and Cooperation in Buyer–Seller Relationships and Networks. The Co-evolution of Structural Balance and Trust in Iterated PD Games", International Research Journal of Social Sciences. Vol 1, No. 2. (July – December 2008)
- Szántó Z.O., Fogarassy G.: "Privatisation and the tertius gaudens". In: Lengyel György, Rostoványi Zsolt (eds.): The small transformation. (Akadémiai Kiadó, Budapest, 2000)

## Fontosabb könyvek
- Szántó Z.O. (szerk.), Aczél P. (szerk.), Csák J. (szerk.): Társadalmi Jövőképesség – Egy új tudományterület bemutatkozása (Budapesti Corvinus Egyetem Társadalmi Jövőképesség Kutatóközpont, Budapest, 2018)
- Szántó Z.O. (szerk.), Adrew R. (szerk.) (2012): Social resources in local development: Conference proceedings, (Corvinus University of Budapest, 2012)
- Szántó Z.O. (szerk.); Tóth, I. J. (szerk.); Varga Sz. (szerk.): A (kenő)pénz nem boldogít?: Gazdaságszociológiai és politikai gazdaságtani elemzések a magyarországi korrupcióról (BCE, Budapest, 2012)
- Szántó Z.O., Orbán A., Tóth I. Gy.: Analitikus szemléletmódok a modern társadalomtudományban (Helikon Kiadó, Budapest, 2006)
- Szántó Z.O.: A társadalmi cselekvés mechanizmusai, A strukturalista-individualisztikus szemléletmód a modern szociológiában - Elméleti és empirikus elemzések (Aula Kiadó, Budapest, 1999)